# Oplosbaarheid

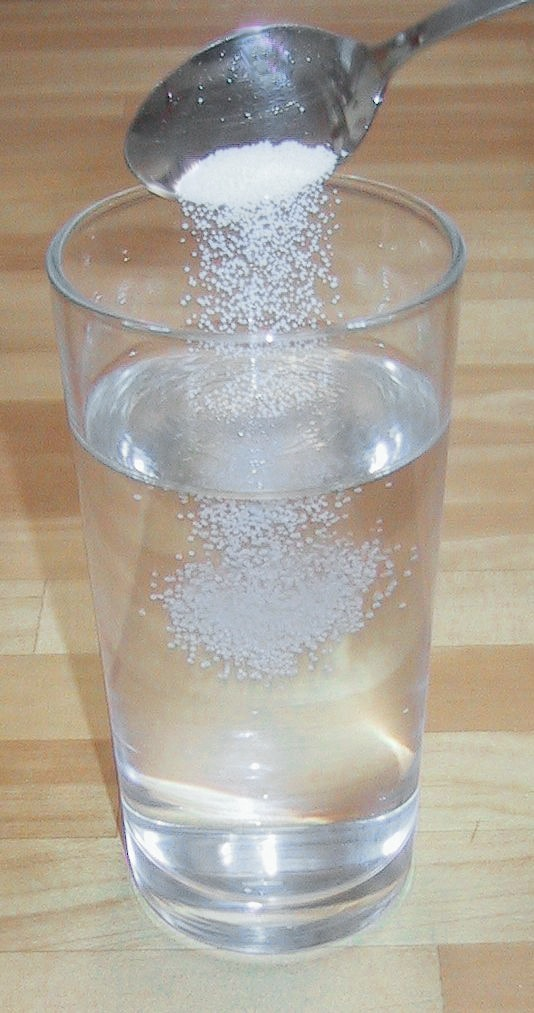
Het oplossen van zout in water

Oplosbaarheid is een fysische eigenschap van een stof, namelijk de mate waarin een stof kan oplossen in een andere stof. Deze andere stof wordt het oplosmiddel genoemd. Oplosbaarheid wordt gemeten in de maximale hoeveelheid van een bepaalde stof die per volume- of per massa-eenheid kan oplossen, wanneer een oplossing in evenwicht is met nog niet opgeloste stof. Het symbool voor oplosbaarheid is S, afgeleid van de Engelse benaming solubility.
- De volume-eenheid (liter) wordt het meest gebruikt bij matig tot slecht oplosbare verbindingen, de massa-eenheid (kilogram) wordt het meest gebruikt bij goed oplosbare verbindingen. Daarnaast bestaan er vanuit de geschiedenis nog een groot aantal tabellen waarin de oplosbaarheid opgegeven wordt in gram op te lossen stof per honderd gram oplosmiddel.

Een oplossing waarin een maximale hoeveelheid stof is opgelost, wordt verzadigd genoemd. Wanneer er minder dan deze maximale hoeveelheid is opgelost, wordt de oplossing onverzadigd genoemd. Het tegenovergestelde is een oververzadigde oplossing, die in vele gevallen leidt tot vorming van een neerslag.
Bepaalde vloeistoffen, zoals ethanol en water, zijn onbeperkt in elkaar oplosbaar. Dit wordt ook volledige mengbaarheid genoemd.
Stoffen die niet door water kunnen worden opgelost, worden watervast of waterecht genoemd. Make-up en verf voor gebruik op de buitenzijde van gebouwen  zijn voorbeelden van stoffen die watervast kunnen zijn.
In veel gevallen is het oplosmiddel een vloeistof. De stof die wordt opgelost kan zich in de gasfase, vloeibare of vaste fase bevinden. Sommige stoffen lossen goed op, andere in mindere mate. Ook zijn er stoffen die onoplosbaar zijn. In het laatste geval kunnen dan vaak toch sporen van de stof in de oplossing aangetoond worden. In de chemie spreekt men dan ook van slecht of zeer slecht oplosbare stoffen. De oplosbaarheid wordt voornamelijk bepaald door de evenwichtsconstante van de oplossingsreactie. Voor zouten is dit het oplosbaarheidsproduct Ks.

## Moleculair niveau
Wanneer er naast de stof in oplossing ook nog onopgeloste vaste stof aanwezig is, stelt zich een dynamisch evenwicht in. Dit betekent dat een oplossing gezien kan worden als een resultaat van twee even snel verlopende, maar tegengestelde processen: oplossen en precipitatie.
Het oplossen van een stof kan op verschillende manieren. Stoffen die in water oplossen kunnen bijvoorbeeld waterstofbruggen vormen, dit is onder andere het geval wanneer ethanol opgelost wordt in water. Bij het oplossen van een zout in water valt het zout uiteen in positieve en negatieve ionen. De polaire watermoleculen  coördineren met deze geladen deeltjes. Zie ook hieronder. 

## Factoren van invloed
De oplosbaarheid van een stof in een oplosmiddel wordt bepaald door het evenwicht tussen de intramoleculaire krachten in het oplosmiddel en de op te lossen stof, de intermoleculaire krachten tussen het oplosmiddel en de op te lossen stof en de verandering in entropie als gevolg van het oplossen. Factoren als temperatuur en druk hebben hier invloed op en veranderen dus de oplosbaarheid.
Oplosbaarheid van stoffen hangt vaak ook af van de aanwezigheid van reeds eerder opgeloste stoffen in het oplosmiddel.

### Temperatuur
De oplosbaarheid van een stof in een oplosmiddel hangt af van de temperatuur. Bij ongeveer 95% van vaste stoffen verhoogt de oplosbaarheid met het toenemen van de temperatuur. Bij gassen is het anders: bij het toenemen van de temperatuur neemt de oplosbaarheid in water af, maar in organische oplosmiddelen toe.

### Druk
De oplosbaarheid van vaste stoffen in water wordt door de druk nauwelijks beïnvloed. Dit ligt aan de geringe volumeverandering. Bij gassen is dit juist niet het geval. Het volume van gassen wordt namelijk sterk door de druk beïnvloed. De oplosbaarheid van gassen is dan ook sterk drukafhankelijk. Hierbij geldt dat hoe hoger de druk, hoe meer gas zal oplossen. Gassen met een heel hoge oplosbaarheid reageren met het oplosmiddel.
In de wet van Henry komt dit ook tot uiting. De oplosbaarheid van een gas in een vloeistof is direct afhankelijk van de partiële druk.
{\displaystyle {\ce {p = k . C}}}
met
p de partiële druk in atmosfeer
k een temperatuur-afhankelijke constante in L·atm/mol
C de concentratie van het gas in de vloeistof in mol/L

### Polariteit

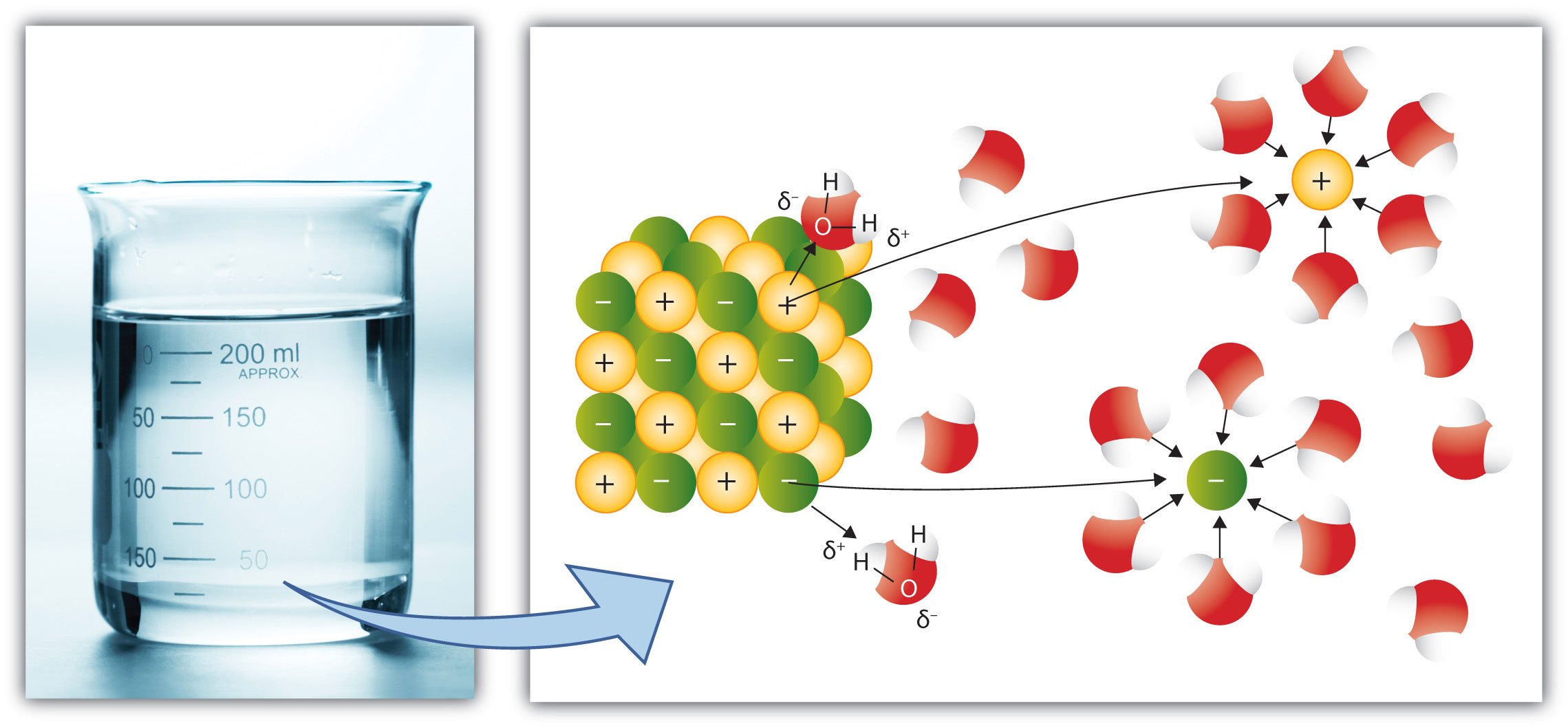
Het oplossen van natriumchloride in water.

Polaire stoffen zijn stoffen die uit ionen of moleculen met ladingen bestaan. Moleculen zonder deze ladingen worden apolair genoemd. Water is bijvoorbeeld een polaire stof, omdat zijn twee waterstofatomen een positieve deellading en zijn zuurstofatoom een negatieve deellading heeft.
Een simpele kijk op de oplosbaarheid geeft het zinnetje 'alike dissolves alike' aan. Dit wil zeggen dat de stof makkelijk oplost in een oplosmiddel met gelijksoortige polariteit. Polaire stoffen lossen beter op in polaire, en apolaire beter in apolaire. Een voorbeeld hiervan zijn zouten. Zij lossen beter op in water (polair) dan in olie (apolair). Andersom lossen veel vetten (apolair) beter op in olieachtige vloeistoffen (ook apolair).
Vele andere interacties worden bij deze aanname echter genegeerd, waardoor dit niet een absoluut betrouwbaar uitgangspunt is.

## Toepassingen
Toepassingen van oplosbaarheid zijn breed. Omdat het een fysische eigenschap is van een stof kan de stof ermee beschreven worden en kan het een belangrijk gegeven zijn in berekeningen en ontwerpen.
Voorbeelden zijn het gebruik van oplosbaarheid om mengsels te scheiden bij het synthetiseren van chemische producten. Dit kan op kleine schaal in het laboratorium of op grote schaal in de chemische industrie. Beiden maken gebruik van de oplosbaarheid van het product, bijproducten en afvalstoffen.
- In de laboratoriumsynthese van 2-chloor-2-methylpropaan uit 2-methylpropan-2-ol en geconcentreerd zoutzuur (zie de reactie hieronder) is de organische uitgangsstof in alle verhoudingen met water mengbaar[5] maar het organische reactieproduct nauwelijks. Het product kan makkelijk met behulp van een scheitrechter van het bijprocuct (water) en overgebleven uitgangsstoffen gescheiden worden.

{\displaystyle {\ce {(CH3)3COH\ +\ HCl->(CH3)3CCl\ +\ H2O}}}
- De laboratoriumsynthese van aspirine uit salicylzuur en azijnzuuranhydride levert een vast product op dat verontreinigd is met de salicylzuur en azijnzuur. Deze laatste twee komen in kleine hoeveelheden voor en zijn redelijk goed oplosbaar in water. Door de vaste stof op te lossen in zo min mogelijk kokend water, waarin ook de oplosbaarheid van aspirine redelijk is, en de oplossing daarna langzaam te laten afkoelen worden zuivere kristallen aspirine gevormd en blijven de verontreinigingen in oplossing.